# Ray Foxx
Ray Foxx (* 10. Dezember 1985 in London) ist ein britischer DJ.

## Leben
Foxx stammt aus London. Sein Stil ist dem UK Garage und Ibiza House zuzurechnen. 2011 veröffentlichte er als Debütsingle das Instrumentalstück The Trumpeter. Nach der Neuaufnahme des Tracks mit Unterstützung der R&B-Sängerin Lovelle landete er einen Sommerhit.

## Diskografie
Singles
- 2011: The Trumpeter (Defected)
- 2011: La Musica (The Trumpeter) (featuring Lovelle) (Defected)
- 2012: Butterflies (Defected)
- 2013: Boom Boom (Heartbeat) (featuring Rachel K. Collier)